# Volkspark Sterkrade
Der Volkspark Sterkrade im Oberhausener Stadtbezirk Sterkrade ist ein Naherholungsgebiet mit einer Fläche von 13,5 ha. Das Gelände befindet sich unweit vom Neumarkt und erstreckt sich 1,5 km entlang der Bahnstrecke Oberhausen–Arnhem von der Brandenburger Straße im Süden bis zur Weierstraße im Norden. Das Landschaftsbild ist von Rasenflächen, Schmuckbeeten, Strauch- und Baumbeständen, einem großen Weiher und zahlreichen Wanderwegen geprägt. Auf dem Parkgelände befinden sich zwei Spielplätze, eine Freilichtbühne sowie das im Jahr 1927 eingeweihte Volksparkstadion.
Er ist ein Teil des Landschaftsschutzgebiets „Alsbachtal und Volkspark Sterkrade“.

## Geschichte
Dort, wo sich heute der Volkspark befindet, stand früher das älteste, größte und traditionsreichste Gehöft in Sterkrade – der Domänenhof Schulte-Westhoff. Er wurde bereits 1558 erwähnt. Mit dem Tod seines letzten Eigentümers, ging der Besitz an die Gutehoffnungshütte. Mit der Anlage des Parks wurde begonnen, als die Gemeinde Sterkrade im Jahr 1906 ein etwa 10 ha großes Grundstück zum Preis von 10.000 Mark erworben hatte. Grund dafür war, den hart arbeitenden Menschen ein leicht erreichbares Stück Natur in die innerstädtische Baustruktur zu bringen. Die damalige Bürgermeisterei Sterkrade war zwar von Waldgebieten umgeben. Als Ausflugsziel bevorzugte die Bevölkerung jedoch die Parkanlagen der umliegenden Städte und Gemeinden, wie etwa den Kaisergarten in Oberhausen, den Kaiserberg in Duisburg oder das Ruhrtal bei Mülheim, da diese leichter zu erreichen waren und ausgebaute Wege hatten. Sterkrade stand damit im Zugzwang einen eigenen Volkspark zu errichten. Die Gestaltung dafür übernahm der Landschaftsarchitekt Hugo Koch.
Sein Konzept entstammt der US-amerikanischen Garten- und Freizeitparkkultur und den Ideen der damaligen Sport- und Spielbewegung. Im Gegensatz zu den Englischen Landschaftsgärten mit ihren repräsentativen Pflanzensammlungen und weitläufigen Wegen sollte hier der Freizeitwert und der Park als Treffpunkt im Vordergrund stehen. Sport- und Spielflächen für Freizeitaktivitäten standen hierbei im Mittelpunkt, strukturiert und umgeben von einer Parklandschaft mit Bäumen, Sträuchern und Blumenbeeten, die zum Verweilen einlädt. Ruhebänke und ein Restaurant durften auch nicht fehlen. Für den Kulturgenuss wurde eine Waldbühne errichtet und für die Kleinen gab es Spielplätze mit Sandkästen und Planschmöglichkeit.
1916 wurde der Volkspark Sterkrade für die Öffentlichkeit frei gegeben und schon wenige Jahre später konnte er 1920 durch einen Grundstückszukauf erweitert werden. Eine zunächst als Eiswiese genutzte Fläche wurde 1926 in einen etwa 1 Meter tiefen Weiher umgewandelt. Aus Wassermangel wurde er anfangs mit Pumpen und nach der Tieferlegung durch den Alsbach gespeist. Bis 1960 konnte er für Kahnfahrten genutzt werden. Ebenfalls wurde 1926 mit dem Bau des Volksparkstadions begonnen. 1927 errichtete man eine Turnhalle mit einer Turnwiese und Tennisplätzen.
Während dem 2. Weltkriege wurde der Volkspark durch zahlreiche Bombentreffer, die der Bahnlinie galten, zerstört. Erst 1950 konnte der Park wieder begehbar gemacht und durch die Gartenbauabteilung der Stadt Oberhausen neu gestaltet werden. 1958, nach Abriss des ehemaligen Domänenhofes, kam es zur letzten Erweiterung der Parkanlage. Danach folgten noch einige Umbau- und Neugestaltungsmaßnahmen. Der Weiher erhielt 1984 von der Stadtsparkasse eine Teichpumpe zur Belüftung gesponsert, da die Wasservögel ständig die Teichbepflanzung abfraßen und der Weiher umzukippen drohte. Sie wurde 2013 durch ein energiesparendes Modell ersetzt. Mitte der 1990er Jahre wurde der Weg entlang der Bahnstrecke vom Neumarkt zur Weiherstraße teilasphaltiert. Aus finanziellen Gründen verzichtete man dabei auf eine Straßenbeleuchtung.
Die letzten größeren Umbaumaßnahmen erfolgten zwischen 2014 und 2015. Mit dem Projekt Multi wurde 2014 mit Jugendlichen und Architekturstudenten aus aller Welt ein Windgarten gebaut. Nach dem Sturm „Ela“ erhielt der lang vernachlässigte Park im Rahmen der Renovierungsarbeiten eine neue barrierefreie Wegegestaltung, eine Umzäunung des Weihers und krähensichere Mülleimer.
Auch heute ist der Volkspark Sterkrade ein beliebter Treffpunkt für Freizeitsportler, Spaziergänger und Erholungssuchende. Die beiden Spielplätze am Stadion und am Weiher werden tagsüber gerne von Eltern mit kleinen Kindern besucht. Freilaufflächen für Hunde sind allerdings nicht vorhanden, zum Schutz der Wildvögel herrscht Leinenpflicht.

## Flächenverteilung
Die Gesamtfläche des Parks von 13,5 ha teilt sich wie folgt auf:
- ca. 1 ha Wald
- 3 ha Gehölze, Rosen, Stauden, Sommerblumen
- 6 ha Rasen
- 2 ha Wege
- 1,6 ha Wasser

## Sonstiges
Auf einer Insel im Weiher steht eine Skulptur eines lebensgroßen liegenden Hirschen aus Zinkguss – der Sterkrader Hirsch. Sie wurde 1904 angefertigt und zierte den Eingangsbereich einer Villa in Sterkrade. Nach Abriss der Villa wurde der Hirsch 1962 anlässlich der Festwoche „100 Jahre Oberhausen“ der Stadt übergeben und fand einen Ehrenplatz im Tiergehege des Kaisergartens. Nach ihrer Restauration 2004 kehrte die unter Denkmalschutz gestellte Skulptur nach Sterkrade zurück und wurde dort im Volkspark aufgestellt.